# Germán Anzoátegui
Germán "Pecho" Anzoátegui (Buenos Aires, Argentina, 20 de marzo de 1973) es trompetista, cantante, compositor, autor y productor musical , director de Apache Estudio. Es actualmente uno de los líderes de la banda de Rock argentina conocida como Las Manos de Filippi. «L.M.F.», o simplemente «Las Manos» caracterizada por irrumpir en la escena del rock nacional con la fusión constante de ritmos como la cumbia, el ska, el hip hop, el reggae y el punk con el rock, entre otros. Las letras de sus canciones contienen mensajes en contra del capitalismo, así como también hacen explícitos nombres y apellidos de políticos y poderosos como herramienta de denuncia con una mirada crítica hacia la sociedad utilizando la ironía, la parodia y el humor.1 Conocidos especialmente por su constante apoyo a las causas populares y el pueblo trabajador.
Con LMF, Pecho grabó más de una decena de discos, realizando más de 100 conciertos por año, giras a Europa y Latinoamérica permanente, es considerada una de las bandas con más shows en vivo de la escena del Rock latino.

## Biografía
Nació en la Ciudad Autónoma de Buenos Aires y se crio entre Villa Manuelita, Rosario, Provincia de Sta. Fe y el barrio Porteño de Almagro.
Estudió en la Escuela Mariano Acosta del barrio de Once, donde en su adolescencia formó a finales de los '80 su primer grupo musical tocando el bajo y  componiendo poesías de Rimbaud, influenciado por The Cure y Joy Division.
En 1992, a los 19 años de edad tuvo a Melisa, su primera hija.Hoy es padre de 3 hijas (Melisa, Vera y Gala) y de un hijo (Simón), siendo abuelo de Lola a la edad temprana de 37 años. Trabajó de plomero, (oficio heredado de su padre) barrendero en cliba y lecturista en Metrogas hasta que se instaló entre la comunidad  del Salón Pueyrredón - de la Av. Pueyrredón , desde entonces  nunca más abandonó el camino de la música, considerándose así mismo como un trabajador de la cultura. 
De importante impronta en la experiencia individual fue su participación artística en la banda de culto "Las Trolas" que más que una banda era un pequeño movimiento de agitación estética y cultural, sin premisas definidas, con más ideas que nociones musicales, procesando el hardcore, el ska y el heavy metal.
Lo más poderoso de Las Trolas fueron sin duda sus shows. Los cinco integrantes travestidos en el escenario, preparaban escenografías entre cartoneras y vanguardistas que incitaban a la apertura del concepto musical y visual como uno solo.
En las salas Abasto empezó su oficio de salero y asistente de ingenieros de sonido. Formó parte de varios proyectos como bajista hasta que comenzó a tocar la trompeta por gusto; esto lo llevó a poder tocar con todos sus colegas ya que la trompeta en el Punk Rock era algo inusual en la escena under porteña de esta época.
Junto al cambio de instrumento, sus amigos comenzaron a llamarlo "Pecho" por ser conocido hincha de Newell's Old Boys de Rosario. Comenzó su vínculo musical con Hernán de Vega compartiendo escenarios con sus proyectos en diferentes actividades políticas sellando su relación a fuego obrero desde el inicio. Sin embargo fue con la Agrupación Mamanis (banda de cumbia del Cabra) que se termina de integrar al colectivo artístico Las Manos de Filippi, junto a su compañero Charles Bardon - saxofonista  de Las Trolas.
Como solista en el año 2009, comenzó haciendo música de laboratorio con canciones de su autoría bajo el seudónimo de "EL EXAGERADO". En el 2012 debuta en la primera Fiesta filippi en el BUNKER CULTURAL, antro de culto en el barrio porteño de Villa Crespo, hoy ubicado en el barrio de La Paternal.

Grabó su primer disco titulado «Esclavo de mi ansiedad» junto a Serafín  como productor artístico y otros músicos invitados en 2014. Junto a Che Chino llevó adelante el ciclo "Segundos miércoles de cada mes" durante 5 temporadas en el bar Despierta Espacio del barrio de Colegiales. 
En 2012 Las Manos de Filippi cumplen 20 años, estos festejos cuentan con un nuevo espectáculo y un disco que recopila toda la carrera de la banda con un par de bonus tracks, «Metete conmigo» que escribe junto a René Pérez Joglar de Calle 13, amigo personal de Pecho.
Durante el verano del 2013, LMF es invitada a participar de "el Festival de la canción Bolivariana" organizado por los familiares del cantautor venezolano Ali Primera, Germán participó como panelista de un foro de más 120 músicos (de 17 países del mundo) llamado Primera Internacional de la canción militante. Allí se intercambiaron experiencias y se debatió el rol de la música de protesta o la canción necesaria.
Siendo el 2013 un año importante en su experiencia personal, realizó un encuentro con Eduardo Galeano (en su casa de Uruguay), donde grabó para Rene Perez Joglar una entrevista al periodista y escritor uruguayo que sería utilizado como introducción del último disco de Calle 13 (Multiviral). Convirtiéndose este material en uno de los últimos registros audiovisuales que han quedado para el conocimiento más profundo de este escritor, considerado uno de lo más influyentes de la izquierda latinoamericana.
En el verano del 2018 grabó  «Canciones de amor y de odio» un EP totalmente producido por Noguera, grabado y editado en Apache Estudio. Este tuvo la partición especial como invitado de Aldo "Macha" Asenjo en la canción "Juguete Roto".
En el 2019 realiza la sexta gira europea con LMF y estrenan Junto al Macha "donde están las manos? con un videoclip filmado en Hamburgo en medio de #QueMiedoTour en Alemania y al regreso de esta extensa gira graban ChauMacri en vivo en Emusala. 

## Colaboraciones
Gracias a su rol de trompetista y cantante, desde los '90 pudo compartir escenario, colaborar y grabar música con un montón de colegas. Entre ellos: 
- Dos Minutos
- Cadena Perpetua
- Bulldog
- La Vela Puerca
- Calle 13
- Manu Chao
- Macha y el Bloque Depresivo.
- Superuva
- RNI
- Outernational
- Fermín Muguruza
- Ana Tijoux
- Fiskales Ad Hoc
- Todos tus Muertos
- Intimuru
- Estado
- Nada Más
- Prekarios
- Aztecas Tupro
- SensaFilo
- Vampiro Indio
- Los Auténticos Decadentes
- Andrés Calamaro

## Política
Sindicatos, política y música, en convivencia dialéctica en esta misma persona.
- Su interés por la política comenzó desde muy joven en el centro de estudiantes del Mariano Acosta, cuando se volvió a instaurar la democracia luego de la dictadura cívico - militar.
- Con todos sus proyectos artísticos colaboró apoyando a H.I.J.O.S.,  Madres de Plaza de Mayo, CORREPI y PO.
- Luego de la masacre de Cromañón y la clausura de todos los espacios culturales para trabajar, siendo músico formó parte del MUR y comenzó su militancia de forma activa dentro del Partido Obrero.
- En el 2011 se crea el Frente de Artistas del cual fue miembro fundador junto a otros músicos como Maikel de Kapanga, Edu Grazidei de Cadena Perpetua, Ciro Pertusi y Hernán de Vega entre otros.
- En el 2013 fue candidato a Legislador de la Ciudad de Buenos Aires dentro del Frente de Izquierda y los Trabajadores (FIT).
- En el 2014 se creó Músicos Organizados y formaron la Lista Naranja para disputarle a las Lista Celeste la dirección del SADEM - Sindicato Argentino de Músicos - y en esta elección fue candidato a Secretario General.
- En el 2015 fue candidato nuevamente a Legislador porteño por el Partido Obrero dentro del FIT.
- En el 2017 fue candidato a Diputado Nacional por el Partido Obrero dentro del FRENTE DE IZQUIERDA UNIDAD.
- En el 2018 volvió a formar parte de la Lista Naranja de Músicos Organizados en las elecciones del SADEM.
- EN EL 2019 nuevamente se postulo para Legislador por el Frente de Izquierda unidad.
- En el 2020 impulsa una gran lucha junto a Músicos Organizados debido a la crisis de la industria Cultural en el marco de la pandemia Mundial covid-19

- Datos: Q60970525
- Multimedia: Germán Anzoátegui / Q60970525